# Вендета (фільм, 1924)
«Венде́та» (інша назва «Око за око») — український радянський короткометражний чорно-білий німий комедійний фільм, поставлений Лесем Курбасом у 1924 році на Одеській кінофабриці ВУФКУ за мотивами газетного фельєтона А. Зоріна. Стрічка була включена в перший номер кіножурналу ВУФКУ «Маховик».
Станом на 2020 рік стрічка вважається втраченою.

## Сюжет
Дія відбувається на початку 1920-х років. У селі Валежі під час розділу церковної землі на межі, що розмежовувала ділянки священика й диякона, була посаджена черешня. Дерево, яке спочатку не привернуло їхньої уваги, через два роки несподівано вродило прекрасні соковиті плоди. Панотець Сильвестр доводив, що відповідно до його ангельського чину і пасторського старшинства врожай черешні повністю належить йому. Диякон Гордій наполягав на рівності та поділі. Так у селі Валежі починається кривава ворожнеча священнослужителів.

## Актори
- Йосип Гірняк — Сильвестр Іжехерувимський, піп
- А. Оленич-Алексєєва — матінка, його дружина
- Степан Шагайда — Гордій Святоптицин, диякон
- Оксана Підлісна — диякониця
- Амвросій Бучма — нічний сторож
- Бабічева — баба
- Олександр Перегуда — перехожий

## Історія створення
У 1924 році ВУФКУ бере курс на виробництво кіножурналу «Маховик», який складався з хронікальних сюжетів та короткометражних фільмів. Улітку 1924 року ВУФКУ укладає річний контракт із режисером театру «Березіль» Лесем Курбасом. За рік своєї праці у ВУФКУ Курбас зумів зняти три фільми що вийшли в кіножурналі «Маховик»: Вендетта, Макдональд, та Арсенальці.
Сценарій фільму було підготовано за мотивами газетного фейлетону А. Зорича «Повість про те, як посварилися отче Сильвестр Єжихерувимський та отче диякон Святоптіцин» (на думку кінокритикині Валентини Заболотної, фільм було знято за мотивами п’єси І. Нечуя-Левицького «Кайдашева сім’я»). Стрічка стала дебютом в кіно для Степана Шагайди та Амвросія Бучми.

## Додаткова література
- Володимир Миславський. Історія українського кіно 1896–1930: факти і документи. — Харків : «Дім Реклами», 2018. — Т. 1. — С. 205-206. — ISBN 978-966-2149-66-1.
- Богдан Козак. Життя і творчість Леся Курбаса: в рецепції українського театрознавства. — Львів; Київ; Харків : Літопис, 2012. — С. 38-44. — ISBN 978–966–8853–22–7.
- Людмила Пуха. Кінематограф Леся Курбаса. — Черкаси : Сіяч, 1999. — 107 с. — ISBN 966-564-036-4.